# أنواع الخيار (فقه)

الخيار في البيع والشراء من أحكام الإسلام التي جاءت لتنظم حياة البشر، وترفع عنهم الخلاف في معاملاتهم، والخيار معناه: الحق للمتبايعين في إمضاء المبيع أو رده لأسباب كثيرة،  وينقسم إلى عدة أقسام:

## خيار المجلس
إذا حصل الإيجاب والقبول من البائع والمشتري وتم العقد فلكل واحد منهما حق إبقاء العقد أو إلغائه ماداما في المجلس (أي محل العقد)، ما لم يتبايعا على أنه لا خيار.
فقد يحدث أن يتسرع أحد المتعاقدين في الإيجاب أو القبول، ثم يبدو له أن مصلحته تقتضي عدم إنفاذ العقد، فجعل له الشرع هذا الحق لتدارك ما عسى أن يكون قد فاته بالتسرع.
روى البخاري ومسلم عن حكيم بن حزام أن رسول الله - ﷺ - قال: (البيعان بالخيار ما لم يتفرقا، فإن صدقا وبينا بورك لهما في بيعهما، وإن كتما وكذبا محقت بركة بيعهما).
أي أن لكل من المتبايعين حق إمضاء العقد أو إلغائه ماداما لم يتفرقا بالأبدان، والتفرق يقدر في كل حالة بحسبها، ففي المنزل الصغير بخروج أحدهما، وفي الكبير بالتحول من مجلسه إلى آخر بخطوتين أو ثلاث، فإن قاما معاً أو ذهبا معاً فالخيار باق.
والراجح أن التفرق موكول إلى العرف، فما اعتبر في العرف تفرقاً حكم به، وما لا فلا.
روى البيهقي عن عبد الله بن عمر قال: بعت من أمير المؤمنين عثمان -  - مالاً بالوادي بمال له بخيبر، فلما تبايعنا رجعت على عقبي حتى خرجت من بيته خشية أن يردني البيع، وكانت السنة أن المتبايعين بالخيار حتى يتفرقا.
وإلى هذا ذهب جماهير العلماء من الصحابة والتابعين.
وأخذ به الشافعي وأحمد من الأئمة وقالا: إن خيار المجلس ثابت في البيع والصلح، والحوالة والإجارة، وفي كل عقود المعاوضات اللازمة التي يقصد منها المال.
وخالف في ذلك الإمام مالك فلم يقل بخيار المجلس، يقول ابن رشد في شرح حديث (البيعان بالخيار) السابق: «الذي اعتمد عليه مالك - رحمه الله - في رد العمل به أنه لم يلف عمل أهل المدينة عليه مع أنه قد عارضه عنده ما رواه من منقطع حديث ابن مسعود أنه قال:» أيما بيعين تبايعا فالقول قول البائع أو يترادان«فكأنه حمل هذا على عمومه، وذلك يقتضي أن يكون في المجلس وبعد المجلس، ولو كان المجلس شرطاً في انعقاد البيع لم يكن يحتاج فيه إلى تبيين حكم الاختلاف في المجلس؛ لأن البيع بعد لم ينعقد ولا لزم بل الافتراق من المجلس، وهذا الحديث منقطع ولا يعارض به الأول وبخاصة أنه لا يعارضه إلا من توهم العموم فيه، والأولى أن ينبني هذا على ذلك، وهذا الحديث لم يخرجه أحد مسنداً فيما أحسب فهذا هو الذي اعتمده مالك في ترك العمل بهذا الحديث، وأما أصحاب مالك فاعتمدوا في ذلك على ظواهر سمعية وعلى القياس فمن أظهر الظاهر في ذلك قوله - عز وجل -: {يا أيها الذين آمنوا أوفوا بالعقود}، والعقد هو الإيجاب والقبول، والأمر على الوجوب، وخيار المجلس يوجب ترك الوفاء بالعقد؛ لأن له عندهم أن يرجع في البيع بعد ما أنعم ما لم يفترقا، وأما القياس فإنهم قالوا: عقد معاوضة فلم يكن لخيار المجلس فيه أثر أصله سائر العقود مثل النكاح والكتابة، والخلع والرهون، والصلح على دم العمد، فلما قيل لهم: إن الظواهر التي تحتجون بها يخصصها الحديث المذكور فلم يبق لكم في مقابلة الحديث إلا القياس، فيلزمكم على هذا أن تكونوا ممن يرى تغليب القياس على الأثر، وذلك مذهب مهجور عند المالكية، وإن كان قد روي عن مالك تغليب القياس على السماع مثل قول أبي حنيفة فأجابوا عن ذلك بأن هذا ليس من باب رد الحديث بالقياس، ولا تغليب، وإنما هو من باب تأويله وصرفه عن ظاهره.»1
هذا هو قول مالك وأصحابه في خيار المجلس، وكذا قال به أبو حنيفة.
أما العقود اللازمة التي لا يقصد منها العوض مثل عقد الزواج والخلع فإنه لا يثبت فيها خيار المجلس، وكذلك العقود غير اللازمة كالمضاربة والشركة والوكالة.

## خيار الشرط
هو أن يشتري أحد المتبايعين شيئاً على أن له الخيار مدة معلومة وإن طالت 2 إن شاء أنفذ البيع في هذه المدة، وإن شاء ألغاه، ويجوز هذا الشرط للمتعاقدين معاً، ولأحدهما إذا اشترطه.
والأصل في مشروعيته:
1 - ما جاء عن ابن عمر أن النبي - صلى الله عليه وسلم - قال: (كل بيعين لا بيع بينهما حتى يتفرقا إلا بيع الخيار)3، أي لا يلزم البيع بينهما حتى يتفرقا، إلا إذا اشترط أحدهما أو كلاهما شرط الخيار مدة معلومة.
2 - وعنه أن النبي - صلى الله عليه وسلم - قال: (إذا تبايع الرجلان فكل واحد منهما بالخيار ما لم يتفرقا وكانا جميعاً، أو يخير أحدهما الآخر فيتبايعا على ذلك فقد وجب البيع..).4
ومتى انقضت المدة المعلومة ولم يفسخ العقد لزم البيع. ويسقط الخيار بالقول، كما يسقط بتصرف المشتري في السلعة التي اشتراها بوقف أو هبة أو سوم لأن ذلك دليل رضاه، ومتى كان الخيار له فقد نفذ تصرفه.

## خيار العيب
أولاً: حرمه كتمان العيب عند البيع: فيحرم على الإنسان أن يبيع سلعة بها عيب دون بيانه للمشتري.
1 - فعن عقبة بن عامر قال: سمعت رسول الله - صلى الله عليه وسلم - يقول: (المسلم أخو المسلم، لا يحل لمسلم باع من أخيه بيعاً وفيه عيب إلا بينه)5.
2 - وقال العداء بن خالد: كتب لي النبي - صلى الله عليه وسلم -: «هذا ما اشتراه العداء بن خالد بن هوذة من محمد رسول الله اشترى منه عبداً أو أمة، لا داء، ولا غائلة، ولا خبثة، بيع المسلم من المسلم».
3 - ويقول الرسول - ﷺ -: (من غشنا فليس منا).6
ثانياً: حكم البيع مع وجود العيب: ومتى تم العقد وقد كان المشتري عالماً بالعيب فإن العقد يكون لازماً ولا خيار له لأنه رضي به.
أما إذا لم يكن المشتري عالماً به ثم علمه بعد العقد فإن العقد يقع صحيحاً، ولكن لا يكون لازماً، وله الخيار بين أن يرد المبيع ويأخذ الثمن الذي دفعه إلى البائع، وبين أن يمسكه ويأخذ من البائع من الثمن بقدر ما يقابل النقص الحاصل بسبب العيب، إلا إذا رضي به أو وجد منه ما يدل على رضاه، كأن يعرض ما اشتراه للبيع أو يستغله أو يتصرف فيه.
قال ابن المنذر: إن الحسن وشريحاً وعبد الله بن الحسن وابن أبي ليلى والثوري وأصحاب الرأي يقولون: «إذا اشترى سلعة فعرضها للبيع بعد علمه بالعيب بطل خياره»، وهذا قول الشافعي.
الاختلاف بين المتبايعين: إذا اختلف المتبايعان فيمن حدث عنده العيب مع الاحتمال ولا بينة لأحدهما فالقول قول البائع مع يمينه، وقد قضى به عثمان.
وقيل: القول قول المشتري مع يمينه ويرده على البائع.
شراء البيض الفاسد: من اشترى بيض الدجاج فكسره فوجده فاسداً رجع بكل الثمن على البائع إذا شاء، لأن العقد في هذه الحال يكون فاسداً لعدم مالية المبيع، وليس عليه أن يرده إلى البائع لعدم الفائدة فيه.
الخراج بالضمان: وإذا انفسخ العقد وقد كان للمبيع فائدة حدثت في المدة التي بقي فيها عند المشتري فإن هذه الفائدة يستحقها.
فعن عائشة -  - أن النبي - ﷺ - قال: (الخراج بالضمان)7، أي أن المنفعة التي تأتي من المبيع تكون من حق المشتري بسبب ضمانه له لو تلف عنده، فلو اشترى بهيمة واستغلها أياماً ثم ظهر بها عيب سابق على البيع بقول أهل الخبرة فله حق الفسخ، وله الحق في هذا الاستغلال دون أن يرجع عليه البائع بشيء.
وجاء في بعض الروايات: أن رجلاً ابتاع غلاماً فاستغله، ثم وجد به عيباً فرده بالعيب، فقال البائع: غلة عبدي، فقال النبي - ﷺ -: (الغلة بالضمان).8
خيار التدليس في البيع: إذا دلس البائع على المشتري ما يزيد به الثمن حرم عليه ذلك.
وللمشتري خيار الرد ثلاثة أيام، وقيل إن الخيار يثبت له على الفور، أما الحرمة فللغش والتغرير، والرسول - ﷺ - يقول: (من غشنا فليس منا)9.
وأما ثبوت خيار الرد فلقوله - صلوات الله وسلامه عليه - فيما رواه عنه أبو هريرة: (لا تصروا الإبل والغنم 10 فمن ابتاعها فهو بخير النظرين بعد أن يحلبها؛ إن شاء أمسك، وإن شاء ردها، وصاعاً من تمر).11
قال ابن عبد البر: هذا الحديث أصل في النهي عن الغش وأصل في أنه (أي التدليس) لا يفسد أصل البيع، وأصل في أن مدة الخيار ثلاثة أيام، وأصل في تحريم التصرية، وثبوت الخيار بها.
فإذا كان التدليس من البائع بدون قصد انتفت الحرمة، مع ثبوت الخيار للمشتري دفعاً للضرر عنه.

## خيارالغبنفي البيع والشراء
الغبن قد يكون بالنسبة للبائع كأن يبيع ما يساوي خمسة بثلاثة.
وقد يكون بالنسبة للمشتري كأن يشتري ما قيمته ثلاثة بخمسة.
فإذا باع الإنسان أو اشترى وغبن كان له الخيار في الرجوع في البيع، وفسخ العقد، بشرط أن يكون جاهلاً ثمن السلعة، ولا يحسن المماكسة، لأنه يكون حينئذ مشتملاً على الخداع الذي يجب أن يتنزه عنه المسلم.
فإذا حدث هذا كان له الخيار بين إمضاء العقد أو إلغائه.
ولكن هل يثبت الخيار بمجرد الغبن؟ قيده بعض العلماء بالغبن الفاحش، وقيده بعضهم بأن يبلغ ثلث القيمة، وقيده البعض بمجرد الغبن.
وإنما ذهبوا إلى هذا التقييد لأن البيع لا يكاد يسلم من مطلق الغبن، ولأن القليل يمكن أن يتسامح به في العادة، وأولى هذه الآراء أن الغبن يقيد بالعرف والعادة، فما اعتبره العرف والعادة غبناً ثبت فيه الخيار، وما لم يعتبراه لا يثبت فيه.
هذا ما يتعلق بالحديث عن الخيار وأنواعه وكلام العلماء فيه، والله أعلم، وصلى الله على نبينا محمد وعلى آله وصحبه وسلم.